# Ostryopsis
Ostryopsis – rodzaj roślin z rodziny brzozowatych Betulaceae, w niektórych ujęciach systematycznych wyodrębniających rodzinę leszczynowatych Corylaceae – włączany do niej. Obejmuje trzy gatunki – Ostryopsis davidiana, O. nobilis i opisany dopiero w 2010 roku O. intermedia. Rodzaj opisywany jest jako endemiczny dla Chin, ale bywa też podawany z Mongolii. O. davidiana jest rozpowszechniony w północnych Chinach, pozostałe gatunki występują na mniejszym areale w środkowej części tego kraju. Rosną na obszarach górskich w zaroślach i widnych lasach, sięgając do rzędnej 3000 m n.p.m.
Ostryopsis davidiana jest stosowany w Chinach do nasadzeń chroniących przed erozją. Z pędów tego gatunku wyrabia się narzędzia rolnicze.
Rośliny z tego rodzaju rzadko są uprawiane poza Chinami, m.in. w Polsce.

## Morfologia
PokrójKrzewy osiągające do 3 m (O. davidiana) i do 5 m (O. nobilis), o pędach za młodu gęsto owłosionych.
LiścieOpadające na zimę, pojedyncze, ogonkowe, o blaszce nieregularnie, podwójnie piłkowanej. Blaszka od spodu owłosiona biało (O. davidiana) lub żółtobrązowo (O. nobilis).
KwiatyRośliny jednopienne, kwiaty rozdzielnopłciowe zebrane w kotki. Walcowate kwiatostany męskie z licznymi przysadkami, w kątach których wyrastają kwiaty składające się tylko z 4–8 pręcików (brak okwiatu). Kwiaty żeńskie zebrane parami w główkowate lub groniaste kwiatostany wsparte pochwiasto otulającymi je skórzastymi przysadkami.
OwoceJajowatokuliste, żebrowane orzeszki osiągające 4–6 mm długości w całości okryte przysadkami.

## Systematyka
Rodzaj bardzo blisko spokrewniony z leszczyną Corylus (gatunek Ostryopsis davidiana opisany zresztą został także jako Corylus davidiana (Decaisne) Baillon.). W obrębie rodziny brzozowatych Betulaceae zaliczany jest do podrodziny Coryloideae J.D. Hooker, czasem podnoszonej do rangi osobnej rodziny leszczynowatych Corylaceae.
Wykaz gatunków
- Ostryopsis davidiana Decaisne
- Ostryopsis intermedia B.Tian & J.Q.Liu
- Ostryopsis nobilis I.B. Balfour & W.W. Smith